# داين سوتل
داين سوتل (بالإنجليزية: Dane Suttle)‏ مواليد 9 أغسطس 1961 في لوس أنجلوس، هو لاعب كرة سلة أمريكي سابق. بدأ مسيرته الاحترافية في سنة 1983. تم اختياره من قبل فريق سكرامنتو كينغز خلال الدرافت. حمل الرقم 2. يبلغ طوله 6 قدم 3 بوصة (1.9 م). اعتزل اللعب في 1986.

## روابط خارجية
- داين سوتل على موقع إن بي أي (الإنجليزية)
- داين سوتل على موقع سبورتس رفرنس (الإنجليزية)
- داين سوتل على موقع كلية كرة السلة في سبورتس رفرنس.كوم (الإنجليزية)
- داين سوتل على موقع ريلجم (الإنجليزية)
- داين سوتل على موقع بروبوليرز (الإنجليزية)